# Producto sanitario implantable activo
Los productos sanitarios implantables activos en Europa han pasado a formar parte de la familia de Producto sanitario y la legislación es ahora común con los productos sanitarios generales, es decir el reglamento (EU) 2017/745.
El ejemplo de producto sanitario activo implantable más común son los marcapasos y los implantes cocleares.

## Marcado CE
Para poder comercializarse en Europa un producto sanitario precisa ostentar el marcado CE de conformidad.
La evaluación de conformidad la realizan los Organismos Notificados que son en general entidades de certificación (por ejemplo: DNV, SGS, TÜV) o bien Autoridades Sanitarias (por ejemplo: AEMPS, INFARMED)